# KPN
KPN är en nederländsk teleoperatör med huvudkontor i  Haag. Den tillhörde förut Nederländska staten, men privatiserades 1989.